# Mortal Kombat Trilogy
Mortal Kombat Trilogy (MKT) es el quinto videojuego de la serie de videojuegos de lucha Mortal Kombat, la segunda actualización de la tercera entrega, publicado por Midway Games en 1996 inicialmente para Nintendo 64, y, tras negociaciones, fue publicado también para PlayStation, Sega Saturn y PC.
Mortal Kombat Trilogy representa la última mejora de la tercera entrega de Mortal Kombat, conteniendo a todos los personajes presentes en la saga hasta la fecha de su lanzamiento, y parcialmente todos los escenarios vistos. Solo fue lanzado para consolas caseras, su lanzamiento se debió a que Ultimate Mortal Kombat 3 a pesar de triunfar en Arcade no tuvo gran auge en las versiones caseras. Con la aparición de nuevas consolas se aprovechó la oportunidad.
Mortal Kombat Trilogy incluye entre los personajes seleccionables a los jefes de los videojuegos anteriores y las versiones anteriores de algunos peleadores.

## Elementos del juego
- Combos: El sistema incluía una barra que presentaba el número de golpes dados y ya no el daño causado.
- Poderes: Se aplicó un mayor número de arsenal y movimientos más llamativos, a la vez se incluían en la barra de combos como golpes.
- Pantalla de Presentación: La secuencia de entrada solo tenía función estética.
- Agressor: Modalidad en que cada jugador aumentaba su potencial de ataque y su velocidad.
- Finish: Muestra el mismo modelo de Mortal Kombat 3.
- Flawless Victory: Término utilizado cuando el jugador o el PC vencía a su oponente sin recibir daño alguno.
- Modo Torneo: Poseía el mismo sistema del primer juego.
- Tablas del Destino: Columna donde se presentaban oponentes a los que te debías enfrentar para ganar el juego, se dividía en cuatro niveles de dificultad: Novato, Guerreros, Maestros y Campeones. Mientras más difícil más enfrentamientos tienes.
- Fatality: Movimiento de remate por el cual uno podía matar de maneras sádicas y violentas a su oponente, cada personaje poseía dos.
- Stage Fatality: Movimiento de remate por él cual uno podía hacer que los elementos del escenario asesinaran al oponente.
- Friendship: Movimiento de remate por el cual uno se burlaba del oponente mediante una rutina humorística.
- Babality: Movimiento de remate por el cual uno convertía en bebé al oponente.
- Animality: Movimiento de remate por el cual uno se convertía en un animal de llamativos colores y se devoraba o asesinaba al oponente.
- Brutality: Movimiento de remate por el cual el jugador realizaba una serie de golpes rápidos para destrozar y desmembrar al oponente.
- Marco de Espejos: Poseía el mismo sistema del primer juego.
- Personajes ocultos: Personajes solo accesibles mediante los Tesoros de Shao Kahn o claves en el cuadro de selección.
- Sangre: Fluido que cada jugador brotaba por cada golpe certero y era de tres clases, roja para los humanos; gris para los androides; verde para los humanoides.
- Toasty: Grito o frase célebre que aparecía en la pantalla cuando Scorpion ejecutaba Fatality de Cráneo Incendiario y cuando uno lanzaba un puño superior, era acompañado por el rostro del actor Dan Fordan.
- Frosty: Grito o frase célebre que aparecía en la pantalla cuando Sub-Zero ejecutaba alguno de sus movimientos de congelación.
- Crispy: Grito o frase célebre que aparecía en la pantalla cuando el oponente moría tras una calcinación.
- Kombat Kodes: Seis dígitos que aparecían en la pantalla de versus y tras una combinación de ellos obtenías batallas con personajes secretos, cambio de la modalidad del juego o frases, estos son los iconos de Mortal Kombat II. Los diez símbolos son: Logo del Dragón, Mortal Kombat, Mortal Kombat II, Mortal Kombat 3', Incógnita, Trueno, Raiden, Yin-Yan, Goro y Cráneo.
- Ultimate Kombat Kodes: Es muy parecida a la pantalla de bonus al finalizar el juego, pero esto aparece luego del premio obtenido en los Tesoros de Shao Kahn Vence a Chameleon en combate y posteriormente estará disponible para jugar.
- Kool Stuff: Menú secreto el cual contenía la activación de un minijuego, aumento de vidas, aumento del tiempo del Finish, la activación de pausa, etc.
- Kooler Stuff: Menú secreto el cual contenía la habilitación de Smoke y Motaro, habilitación de movimientos, que los Fatality se ejecutaran con un solo botón, etc.
- Scott Stuff: Menú secreto el cual contenía la habilitación de Shao Kahn, switcheroo, deshabilitación de movimientos, etc.
- Psycho Kombat: Combate a oscuras y con los personajes cambiando al azar.
- Dark Kombat: Combate a oscuras o en un escenario parpadeante.
- Randper Kombat: Combate por el cual los personajes cambian al azar.
- Galaga: Modalidad que simulaba los juegos de Galaga de hace tiempo, solo accesible en Los Tesoros de Shao Kahn.
- Pong Kombat: Modalidad que simulaba un juego de Ping-Pong en uno de los muchos Tesoros de Shao Kahn.
- Invasores del Espacio: Modalidad que simulaba aquellos juegos de naves espaciales con gráficos pobres y con sonidos estrepitosos.
- Tesoros de Shao Kahn: Pantalla de Bonus que aparecía al terminar el juego, seguía el mismo sistema de los Kombat Kodes y al introducir el código necesario obtenías un tesoro como la biografía de los personajes, los actores, batallas con personajes secretos o las demostraciones.
- Demostración Suprema: Al igual que las demás demostraciones obtenidas en los Tesoros de Shao Kahn, esta incluye todos los movimientos de remate.

## Personajes
La plantilla consta de 38 peleadores jugables. Los personajes en negrita debutan en la serie.
| Plantilla                                             | Plantilla                                               | Plantilla                                        | Plantilla                                               | Plantilla                                     | Plantilla                                           | Plantilla                          |
| ----------------------------------------------------- | ------------------------------------------------------- | ------------------------------------------------ | ------------------------------------------------------- | --------------------------------------------- | --------------------------------------------------- | ---------------------------------- |
| - Chameleon - Classic Sub-Zero - Cyrax - Ermac - Goro | - Human Smoke - Jade - Jax Briggs - Johnny Cage - Kabal | - Kano - Khameleon - Kintaro - Kitana - Kung Lao | - Liu Kang - Mileena - Motaro - Nightwolf - Noob Saibot | - Raiden - Rain - Reptile - Scorpion - Sektor | - Shang Tsung - Shao Kahn - Sheeva - Sindel - Smoke | - Sonya Blade - Stryker - Sub-Zero |

1. 1 2 3 4 5  Exclusivo de PlayStation, PC y Sega Saturn
2. 1 2 3 4  Incluye versión alternativa
3. ↑  Exclusivo de Nintendo 64
4. 1 2  Desbloqueable para la Nintendo 64.

## Escenarios
- La guarida de Goro (Goro's Lair): Un calabozo, de fondo parece un pantano, paredes de piedra y miles de pasadizos oscuros y con huesos humanos esparcidos en el suelo, y un esqueleto colgado por unos grilletes en el centro del campo y también hay ojos rojos o amarillos que revelan su nombre en MK Shaolin Monks (Onis).
- La Corte (The Courtyard): Interior del Palacio de Shao Kahn, dos soldados samurái en cada extremo, escalones donde hay observadores, el logo del Dragón en piedra, encima de ello Shao Kahn se encuentra en su trono con sus estatuas de dragones de oro y cubierto por un techo. En el juego es nombrado como "Kung Fu Part 1"
- El Foso (The Pit 1): Un puente sostenido por enormes pilares de piedra, presenta grietas en varias partes, la luna llena y las nubes suelen aparecer o el día de vez en cuando, asientos en cada extremo, allí se puede ejecutar Stage Fatality para mandar a tu enemigo hacía bajo donde unas estacas acabaran atravesándolo.
- El Fondo del Foso (Pit Bottom): Una gran pared de piedra cubre todo, columnas con estacas donde yacen cuerpos ensangrentados y en las estacas en el suelo están las cabezas de los productores del juego, allí es donde caes cuando se ejecuta Stage Fatality en El Foso. Ahí puedes luchar contra Reptile en MK 1.
- El Bosque Viviente (Living Forest): Es un claro de un bosque donde los árboles están vivos. Poseen rostros humanoides y rugen constantemente. Al lado de algunos árboles, hay cadáveres, lo que hace suponer que los árboles son peligrosos.
- Las Tierras Bajas (Wasteland): Una especie de páramo desolada que rodea un lago. Hay estatuas destruidas de humanos y dragones, y al fondo se ven montañas y torres. En la historia, se supone es el lugar de donde proviene Baraka.
- El Portal (The Portal): El portal del Outworld a la Tierra. Es custodiado por 4 monjes suspendidos. Hay unas estructuras a los lados, y un planetoide al fondo.
- La Piscina de la Muerte (The Dead Pool): Una especie de calabozo para sacrificios. Es un pequeño cuarto con un pequeño pasillo rodeado por aguas ácidas. Hay ganchos colgando del techo y estatuas de deidades desconocidas. Al terminar la pelea, puedes arrojar a tu oponente al ácido y su esqueleto saldrá flotando.
- La Armería (The Armory): Es el cuarto donde se forjan las armas. Hay espadas y hachas colgadas en pilares y al fondo se ve una máquina fundidora de metales. El logo del dragón aparece al fondo. Se puede acceder a este escenario desde Goro's Lair (Solo en la versión de Nintendo 64)
- El Sepulcro del Kombate (The Kombat Tomb): Es una especie de mausoleo que tiene un balcón en el que se aprecian un par de dragones volando. Hay estacas en el techo, donde puedes arrojar a tu oponente. Se puede acceder a este escenario desde The Armory (Solo en la versión de Nintendo 64)
- La Torre (The Tower): La parte superior de una torre. Es un salón decorado con alfombras y pilares. Un monje está suspendido al centro de un ventanal donde se ven las nubes.
- La Arena de Kahn (Kahn's Arena): Es un domo cerrado con gradas al fondo (al estilo de Coliseo). Shao Kahn aparece sentado al centro. Removido de la versión de N64.
- El Foso II (The Pit 2): Es un puente estrecho que une dos extremos del palacio imperial. Al fondo hay un puente similar en el que se ven luchando Liu Kang y Blaze.
- El Banco (The Bank): Una estructura de piedra, el logo del dragón estampado en el suelo, dos luces que lo alumbran, dos columnas de mármol y por una ventana se da la vista de la ciudad y el castillo de Shao Kahn. Removido de la versión de N64.
- La Terraza (The Rooftop): Un mirador, el logo del dragón estampado, dos estatuas de demonios acompañan al logo, en cada extremo hay una gigantesca escultura de demonios alados, la mírada al castillo de Shao Kahn y el Portal. Se puede acceder a este escenario desde The Bank (excepto en la versión de Nintendo 64)
- La Guarida de Scorpion (Scorpion's Lair): Un mismo infierno, columnas espectrales y con puentes de mismo modelo, caracterizada por su matiz rojo y el lago de lava que yace en el centro. Un Stage Fatality en donde se envía al oponente cruzando el techo y dejándolo caer en el lago de lava para que su cuerpo se consuma.
- La Cueva (The Cave): Un salón con telones oscuros y grandes escalinatas, la estatua de una gárgola o demonio en el centro, dos parantes con una luz incandescente, en el centro hay un trono donde permanece con una expresión de aburrimiento Shao Kahn. Se puede acceder a este escenario desde Scorpion's Lair
- El Subterráneo (The Subway): Estación púrpura de trenes, grietas y pilares de piedra, un asiento de acero que es enfocada por una luz fluorescente parpadeante, un gran riel y un letrero con la estación Boon / Tobias. Un Stage Fatality por el cual se enviaba al oponente detrás del escenario y un tren lo arrollaba.
- La Calle (The Street): Ciudad desolada, hay papeles revoloteando en el aire, un basurero con calcomanías, faroles, una ciudad de noche, y el castillo de Shao Kahn con el Portal abierto. Se puede acceder a este escenario desde The Subway
- El Desierto de Jade (Jade's Desert): Un desierto con miles de dunas, la arena es opaca y es de día, un campo con el logo del Dragón, al fondo se observa a Cyrax, retorciéndose mientras yace enterrado.
- El Campanario (The Belltower): Estructura de madera, columnas de madera, hay paramanos, se contrasta con paredes de piedra, una luna llena en el cielo de noche. Un Stage Fatality por el cual se envía al oponente hacía abajo de la torre, rompiendo los pisos de madera en su caída y es atravesado por unas estacas.
- El Puente (The Bridge): Un pasaje de la ciudad, edificios acumulados, faroles alrededores de columnas, papeles revoloteados, hay rejillas en las aceras, un cielo de ocaso y nubes negras.
- El Muelle (The Waterfront): Un muelle, por tanto una gran cantidad de agua, cajones; lo más destacable es el pasaje de la ciudad, uno de día con el sol que refleja, y otra de noche con un cielo claro.
- El Templo (The Temple): Un santuario con alusiones a demonios y cuerpos de cadáveres, el logo del dragón plasmado en la vidriera, antorchas y un altar de piedra, hay grandes velas en la vista frontal.
- El Cementerio (The Graveyard): Un camposanto, árboles de una gran temática de horror, la luna llena de una noche sombría, y unas lápidas donde están escritas los nombres de los productores y en cada extremo unos mausoleos. Vale aclarar que en la versión de Sega Genesis este escenario no existe.
- La Caverna de las Almas (Soul Chamber): Un espacio recóndito, oscuro, con púas por todas partes, grandes estructuras desconocidas en lo alto, unos cráneos gigantes rodeando, uno de ellos alumbra con un flujo de poder todo el escenario.
- El Balcón (The Balcony): Un calabozo de piedra, con habitaciones y muchos pasadizos, grandes portones, un gran pozo en el centro del cual un brillo verde se denota, en cada extremo hay antorchas y estatuas de Motaro montado sobre unos montículos de piedra. Se puede acceder a este escenario desde Soul Chamber
- El Foso 3 (The Pit 3): Interior del castillo, grandes estatuas de demonios con rostros extraños como pilares, un puente espinoso, en cada extremo hay unos tronos. Un Stage Fatality por el cual se envía al oponente hasta unas hélices giratorias que lo partirán en miles de pedazos.
- El puente con estrellas (The Star Pit): Una versión del Foso II con un cielo completamente estrellado. Solo en la versión de N64.
- El Portal Rojo (The Red Portal): Un puente espinoso, con el portal dimensional al fondo. Solo en la versión de N64.
- El Puente perdido (Lost o The Blue Portal): Un puente espinoso, con pasamanos, lo más destacable es el gigantesco portal oscuro y azul que se mueve en diversas direcciones, el puente está algo desgastado.

## Actores
- Eddie Wong: Liu Kang
- Richard Divizio: Kano, Kabal, Baraka
- Tony Marquez: Kung Lao
- John Turk: Sub-Zero (sin máscara), Shang Tsung, Classic Sub-Zero, Smoke (Humano), Scorpion, Reptile, Noob Saibot, Ermac, Rain, Chameleon
- Kerri Hoskins: Sonya
- Carlos Pesina: Rayden
- John Parrish: Jax
- Sal Divita: Cyrax, Sektor, Smoke (Robot), Nightwolf
- Michael O'Brien: Stryker
- Chris Alexander: Johnny Cage
- Lia Montelongo: Sindel
- Becky Gable: Kitana, Mileena, Jade, Khameleon
- Brian Glynn: Shao Kahn

- Sheeva, Goro, Motaro y Kintaro son maniquíes animados.

## Trivia
- El juego iba ser exclusivo para Nintendo 64, pero finalmente Midway realizó una versión para PlayStation, y posteriormente a base de ésta realizó una conversión para PC y Saturn.

- En la versión de PC, Saturn y PlayStation, Chameleon es un personaje que tiene la apariencia y todos los movimientos especiales de Scorpion, Classic Sub-Zero, Ermac, Smoke (Humano) Noob Saibot, Reptile y Rain. En la versión de Nintendo 64, Khameleon tiene la apariencia de Jade, Kitana y Mileena y sus respectivos ataques.

- En la versión de Nintendo 64 posee unas diferencias con respecto al resto de versiones, menos personajes, gráficos inferiores, sin embargo es la única con el modo "3 on 3 kombat" (suprimidos en resto de versiones por los lentos tiempos de carga del formato CD), Shao Kahn y Motaro no son elegibles por defecto y no pueden ser utilizados en todos los escenarios. Por otra parte, es la única versión en la cual Motaro y Shao Kahn tienen Fatality y en donde aparece el escenario llamado "Star Bridge", similar a The Pit 2, solo que con estrellas en lugar de nubes y luna. El Sub-Zero desenmascarado tampoco aparece pero aparece el Classic Sub-Zero que tiene los ataques de ambos personajes.

- Al finalizar el juego anunciaban en los créditos: MK4 para 1997

- Johnny Cage es el único personaje de MK Trilogy hecho en exclusiva para el juego, ya que al despedir al anterior actor, Daniel Pesina, no pudieron utilizar su sprite de MK II. El papel de Johnny Cage lo consiguió Chris Alexander para este juego. Su ausencia en MK3 y UMK3 se justificó debido a que fue asesinado por Motaro en la invasión de la Tierra, pero su alma no pudo ascender, y por lo tanto, el personaje resucitó. No se incluyó su movimiento "Nut Cracker" debido a que los personajes no tenían las animaciones necesarias para reaccionar al ataque.

- Se crearon animaciones nuevas para Raiden, Baraka, Goro y Kintaro, como las de correr y ciertas reacciones a ataques.

- En el juego, Raiden había sido renombrado a Rayden, debido a un litigio con la compañía SNK. Tras este litigio, Raiden recuperó su nombre para entregas posteriores.

- Con Khameleon, hay que esperar a que el nombre cambie de color para usar los movimientos de Kitana/Mileena/Jade, mientras que con Chameleon hay que esperar a que su traje cambie de color.

- El juego está plagado de bug en especial en la versión de Nintendo 64. Por ejemplo, en la suprema demostración de Finish him/her, siempre se traba en el mismo escenario: "The Rooftop", ya sea en Fatality, Animality, Brutality, etc.

- Hay algo muy curioso sobre la Fatality de Classic Sub-Zero del arrebato de Espina dorsal ya que es presuntamente censurado (ya que en este aparecen robots y no se puede hacer su columna). Ya que la Fatality de Kano consiste en arrebatar el esqueleto a su enemigo y esta Fatality también se les puede hacer a los robots.

- Es casi imposible jugar con Shang Tsung con los "Morphs" activados en PlayStation, ya que, las cargas eran muy lentas lo que hacía "pausar" el juego para que carguen los personajes convertidos. Esto no sucede en Nintendo 64, ya que al ser cartuchos la carga era inmediata (al igual que en Sega Genesis).

- El personaje Noob Saibot tiene un secreto en su nombre, pues, al revés se pronuncia Tobias Boon. John Tobias y Ed Boon fueron los creadores de este famoso juego de luchas.

## Versiones disponibles y sus diferencias
- PlayStation: Incluye a Chameleon, escenarios más vistosos, todos los personajes y algunas versiones anteriores, ofrecía a los subjefes como personajes seleccionables. Tiene mejores gráficos y mayor cantidad de "huesos" al ejecutar las fatality, animality o brutality un ejemplo es la aparición de más de un cráneo o múltiples piernas y torsos. Sin embargo, no es recomendable activar los "Morphs" de Shang Tsung y dejarlo por defecto desactivado, ya que ralentiza toda la pelea, esto es un punto muy en contra para Shang Tsung en esta versión.
- Nintendo 64: Incluye a Khameleon, varios escenarios exclusivos, no incluye a Sub-Zero desenmascarado, no incluye a los subjefes como Goro y Kintaro, tanto Motaro como Shao Kahn poseían fatality, y algunos personajes tenían tres fatality, como Scorpion, con gráficos menos llamativos que la versión de PlayStation, pero sin tiempos de cargas.
- PC: Una versión muy similar a la versión para PlayStation.
- Sega Saturn: Una versión muy similar a la versión para PlayStation.

## Recepción
De manera similar a las entregas anteriores de la serie, Mortal Kombat Trilogy fue un gran éxito comercial.
La recepción crítica del videojuego ha variado considerablemente, según la plataforma y la publicación. Los cuatro reseñadores de Electronic Gaming Monthly recomendaron la versión de Nintendo 64, citando la cantidad impresionante de contenido y la ausencia de tiempos de carga, aunque Dan Hsu y Crispin Boyer encontraron los gráficos decepcionantes dadas las capacidades limitadas del cartucho. Tanto Boyer como Shawn Smith dijeron que el juego los había convertido a la fanaticada de Mortal Kombat. En GamePro Major Mike también elogió la cantidad de contenido, así como la recreación precisa de los gráficos de los videojuegos de arcade, la adición del medidor Aggressor y la aplicación de nuevas mecánicas a los personajes de los juegos más antiguos de la serie. Se quejó de que el juego sufre de desaceleración y silenciamiento de la música, pero concluyó que "libera a todos los luchadores, los secretos y la carnicería que hicieron de la serie el fenómeno que es hoy en día". Jeff Gerstmann de GameSpot Contradijo al Mayor Mike, diciendo que la música es normal para un juego que no es para CD y son los efectos de sonido (que el Mayor Mike describió como "arcade perfecto") que el sonido se amortiguó. Y mientras elogiaba la gran selección de modos de juego de la versión para Nintendo 64, dijo que está notoriamente ausente del marco de animación de los videojuegos de arcade, y que los personajes que quedan fuera de esta versión son "favoritos". Peer Schneider de IGN afirmó que todos los aspectos de audio y sonido amortiguado. Dijo que la versión de Nintendo 64 es una conversión fiel de los juegos de arcade, aunque la comparó desfavorablemente con la versión de PlayStation. Sin embargo, sostuvo que los juegos arcade en sí mismos son demasiado viejos para merecer aparecer en la Nintendo 64, refiriéndose a ellos como de cinco años (en realidad, Mortal Kombat 3 tenía apenas un año en ese momento, e incluso el más antiguo de la serie tenía cuatro años). Se decía que Mortal Kombat Trilogy era un "juego particularmente horrible" entre la biblioteca de Nintendo 64 de Forbes, pero fue honrado en los Premios Nintendo Power '96, quedando segundo en la categoría "Mejor juego de lucha de torneos".
Al revisar la versión para la PlayStation 1, Major Mike criticó al extremadamente difícil oponente de la Inteligencia Artificial y a la naturaleza desequilibrada de los personajes jefes jugables, y dijo que las pistas de música "suenan como un disco de 45 reproducido a 33 RPM". Sin embargo, llegó a la conclusión de que era "una una necesidad para cualquier biblioteca de peleas", debido a los controles receptivos y a la gran cantidad de contenido. Aunque Electronic Gaming Monthly nunca revisó la versión para PlayStation de Mortal Kombat Trilogy, corrieron una característica de cuatro páginas comparándola con la versión de Nintendo 64. Shawn Smith escogió la versión de Nintendo 64 como la que compraría, diciendo que los errores más importantes en la versión de PlayStation superan las varias fallas de la versión de Nintendo 64. Los otros tres miembros del equipo de revisión votaron por la versión de PlayStation, particularmente citando los personajes adicionales y el precio más bajo ($ 49.99 en comparación con $ 69.99 para la versión de Nintendo 64). Más tarde nombraron a las dos versiones subcampeonas del Juego de Lucha del Año, detrás solo de Tekken 2.